# Sally Barsosio
Selina »Sally« Barsosio, kenijska atletinja, * 21. marec 1978, Keiyo, Kenija.
Nastopila je na poletnih olimpijskih igrah v letih 1996, 2000 in 2004, leta 1996 je dosegla deseto mesto v teku na 10000 m. Na svetovnih prvenstvih je v isti disciplini osvojila naslov prvakinje leta 1997 in bronasto medaljo leta 1993.